# Pasteles Pattie
Pasteles Pattie son el producto estrella original de Patties Bakery. En los primeros años del siglo XXI, Pattis eran los segundos pasteles más vendidos en Victoria y estaban en el 15% del mercado nacional australiano.
Cuando Patties compró el nombre Four'N Twenty y las líneas de producto en 2003, este producto original de alguna manera se vio eclipsado.
Fuera de Victoria, los pasteles Patties eran conocidos como Party Pies, y similares al tamaño de Sausage Rolls y Quiches.
La planta de fabricación de los pasteles Patties en Bairnsdale, Victoria casi se ha triplicado en su tamaño desde el 2008 cuando se hicieron renovaciones en la planta original.